# Ivan Zotko
Ivan Zotko (Raión de Chudniv, Óblast de Zhytómyr, 9 de julio de 1996), deportivamente conocido como Zotko, es un futbolista ucraniano. Juega como defensa en las filas del F. C. Uzgen de la Liga de fútbol de Kirguistán.

## Trayectoria
Se formó en el Metalist Járkov y llegó a jugar diez partidos con el primer equipo. Llegó a prueba al Valencia Club de Fútbol Mestalla en verano de 2016. Tardó en adaptarse al fútbol español y empezó a tener más minutos en febrero, mes en el que encadenó cuatro partidos seguidos saliendo en el once inicial.
Comenzó la temporada 2017-18 jugando con frecuencia, pero debido a una cláusula en su contrato, en la que si alcanzaba los 15 partidos era renovado automáticamente con un aumento de sueldo, este fue rescindido y se marchó al Elche C. F. En el conjunto ilicitano jugó nueve encuentros en un año, y en el mercado invernal se marchó al Lleida Esportiu.
Libre tras finalizar su contrato con el Elche C. F., en agosto de 2019 firmó por el F. C. Olimpik Donetsk. Allí estuvo dos temporadas antes de unirse al F. C. Kryvbas Kryvyi Rih.
En febrero de 2023 inició una nueva etapa en Armenia después de fichar por el F. C. Urartu. Esta terminó a finales de año y a inicios del siguiente recaló en el F. K. Sūduva lituano. En 2025 se marchó a Kirguistán para jugar en el F. C. Uzgen.

## Selección nacional
Fue internacional en las categorías inferiores de la selección de Ucrania.

## Clubes
| Club                     | País       | Año       |
| ------------------------ | ---------- | --------- |
| Metalist Járkov          | Ucrania    | 2015-2016 |
| Valencia C. F. Mestalla  | España     | 2016-2018 |
| Elche C. F.              | España     | 2018-2019 |
| Lleida Esportiu (cedido) | España     | 2019      |
| F. C. Olimpik Donetsk    | Ucrania    | 2019-2021 |
| F. C. Kryvbas Kryvyi Rih | Ucrania    | 2021-2023 |
| F. C. Urartu             | Armenia    | 2023      |
| F. K. Sūduva             | Lituania   | 2024      |
| F. C. Uzgen              | Kirguistán | 2025-     |

## Palmarés

### Títulos nacionales
| Título                  | Club         | País    | Año  |
| ----------------------- | ------------ | ------- | ---- |
| Copa de Armenia         | F. C. Urartu | Armenia | 2023 |
| Liga Premier de Armenia | F. C. Urartu | Armenia | 2023 |